# Ислам в Вануату
Ислам в Вануату — религия меньшинства. Его исповедует около 1000 человек, что составляет менее 0,1 % населения этой страны, а 83 % населения Вануату исповедует разные формы христианства.

## История
Одним из первых мусульман Вануату был Хусейн Набанга, который обратился в ислам в 1978 году, когда жил в Индии. Хусейн Набанга был представителем народа меле с острова Имере Тенику. После возвращения на Родину, Набанга начал проповедовать ислам среди своего народа. Народ меле был первым в Вануату принявшим ислам, после этого ислам начал распространяться и на другие острова. Было зарегистрировано мусульманское общество, занимающееся религиозными вопросами. Главой этого общества является представитель народа меле Мухаммед Садик Самбу. Первая мечеть в Вануату была основана в 1992 году в деревне меле на окраине Порта-Вилы.

## Современное положение
Большинство мусульман Вануату — сунниты, но есть также сообщество ахмадие, которое было образовано в 2005 году. В 2007 году сообщалось, что в стране было около 200 новообращенных мусульман и построены новые мечети. Мусульманские проповедники из Австралии также занимаются распространением ислама в Вануату.